# Шурик
Шу́рик (повне ім'я — Олександр Сергійович Тимофєєв) — герой ряду популярних радянських кінокомедій, студент чи інженер. У фільмах Леоніда Гайдая роль Шурика грав актор Олександр Дем'яненко, а в рімейку «Кавказької полонянки» — Дмитро Шаракоїс, озвучив Сергій Бурунов.

## Участь у фільмах
Шурик є одним з головних героїв у фільмах-кінокомедіях:
- «Операція «И» та інші пригоди Шурика» (1965). Тут Шурик потрапляє в пригоди самого різного характеру.
- «Кавказька полонянка, або Нові пригоди Шурика» (1967). Шурик мимоволі стає співучасником викрадення студентки-спортсменки Ніни, після чого рятує її та відправляє зловмисників за грати.
- «Іван Васильович змінює професію» (1973). Шурик створює машину часу та випадково запускає серію пригод за участю царя Івана Грозного. У цій частині Шурик вперше постає брюнетом, а не блондином, а також отримує повне ім'я Олександр Сергійович Тимофєєв
- «Ці неймовірні музиканти, або Нові сновидіння Шурика» (1977). Шурик створює машину часу (використані кадри з фільму «Іван Васильович…»), після вибуху якої засинає, а в своєму сні постає ведучим концерту пісень з Гайдаївських фільмів.
- « Старі пісні про головне 2» (1997, невелике камео)
- « Старі пісні про головне 3» (1998, часткове продовження сюжету фільму «Іван Васильович…»).
- «Кавказька полонянка!» (2014). Ремейк оригінальної стрічки. Роль Шурика аналогічна оригіналу, за винятком того, що він зображений тут не як студент, а як журналіст. Ремейк кінокомеді Кавказька полонянка, або Нові пригоди Шурика.
- Іван Васильович змінює весь! (2023). Пародія на фільм Іван Васильович змінює професію

## Створення персонажа і характеристика
У 1964 році Гайдай приступив до роботи над створенням комедії «несерйозно історії» за сценарієм Моріса Слобідського та Якова Костюковського. Сполучною ланкою між трьома короткометражними новелами мав стати дивакуватий персонаж, що виходить переможцем з різноманітних життєвих ситуацій  .
Відповідно до початкового сценарію героя звали Владик Арьков. Цензори забракували ідею, вважаючи, що глядач розшифрує ім'я як Владлен, і у народу ексцентрична комедія почне асоціюватися з вождем світового пролетаріату. Гайдай з легкістю погодився перейменувати персонажа: режисерові принципово було не ім'я саме по собі, а суфікс, що надає зменшено-лагідний відтінок . Прізвище також за непотрібністю відпало. Лише в останньому фільмі (в основний серії) про пригоди Шурика прізвище персонажу своєрідно «подарував» Михайло Булгаков.
Іншим прототипом персонажа був Чарлі Чаплін, фільми за участю якого Гайдай любив ще з дитинства і багато в чому вважав своїм учителем. Так, відзначаються рясні паралелі між новелою «Напарник» і фільмом 1917 року «Тиха вулиця» .
Список претендентів на роль був величезний: Олександр Леньков, Віталій Соломін, Євген Петросян, Сергій Никоненко, Євген Жариков, Володимир Коренєв, Геннадій Корольков, Іван Бортник, Валерій Носик, Всеволод Абдулов, Олексій Ейбоженко, Борис Амарант, Олександр Збруєв, Олег Відов, Андрій Миронов (тільки на рівні переговорів). Жоден з них не влаштував режисера, який ліпив характер персонажа зі свого: сором'язливий, скромний, безглуздий, який не вміє спілкуватися з дівчатами, але нескінченно добрий, чуйний і завжди готовий допомогти. Подібність образу персонажа з особистістю режисера відзначали його близькі, включаючи Ніну Гребешкову. Відповідним виконавцем ролі Гайдай визначив молодого ленінградського актора Дем'яненка, в реальному житті теж сором'язливого і замкнутого; заради ролі він погодився навіть змінити колір волосся .
Сам актор, в 1998 році в бесіді з Вєркою Сердючкою в передачі «СВ-шоу», з цього приводу зазначив таке:

Треба сказати, що це було досить неприємно. У той час, тоді, не було ж тих чудових барвників, як зараз. Тому мене фарбували Бланкіто. Ви знаєте, це щось схоже на суміш вапна з чимось. Це страшна процедура. Я був на той час брюнетом, таким пекучим. Моє волосся (мені всю голову намазали) спалили цим Бланкіто, і, до чортової матері, всю шкіру на моїй бідній голові. Так що, це враження залишилося.

А вдова актора Людмила Якимівна пізніше згадувала:

Його фарбували нещадно, бридко, до пухирів на шкірі. Тоді були страшні фарби. Добре ще, що у Саші волосся густе і, незважаючи на всі експерименти, він не полисів.

У «Кавказькій полонянці» ще сильніше простежується зв'язок образу Шурика з характером Гайдая. Особливо схожі його залицяння за Ніною — «зворушливі і багато в чому безглузді». Не випадковий і збіг імен героїні фільму та подружжя режисера  .
В «Івана Васильовича» образ Шурика значно трансформується. Характер змінюється на більш серйозний, тепер він учений з репутацією, з явно позначеної життєвою метою — створити машину часу . Зникають елементи пародійності на інтелігента: фарбоване волосся, короткі штани, довгі черевики, великі окуляри. «Шуриком» його називає тільки дружина, та й центральним персонажем фільму він уже не є, поступаючись місцем в кадрі образам царя Івана Васильовича, кербуда Бунши та Жоржа Милославського  .

## Вплив персонажа на долю актора
До Олександра Дем'яненка після зйомок у перших фільмах про Шурика міцно «прикріпилася» ця роль — хоча в наступних фільмах Олександр грав абсолютно інших персонажів, глядачі сприймали його не інакше як «студента Шурика». Дем'яненко озвучував мультфільми або дублював іноземних акторів у зарубіжних фільмах. Олександр Сергійович зіграв роль у серіалі «Полуничка», де його персонаж уже не асоціювався з Шуриком.
Востаннє Дем'яненко зіграв роль Шурика в новорічних музичних телефільмах каналу ОРТ «Старі пісні про головне-2» та «Старі пісні про головне-3», причому в основу останнього поклали продовження сюжету «Івана Васильовича…». Ці фільми стали для актора останніми в житті, не рахуючи фінальні епізоди «Полунички».

## Ушанування пам'яті

- Пам'ятники Шурику та Ліді встановлені на центральній алеї Краснодара і біля Рязанського державного університету.